# Heterodermia obscurata
Heterodermia obscurata är en lavart som först beskrevs av William Nylander och fick sitt nu gällande namn av Vittore Benedetto Antonio Trevisan de Saint-Léon. 
Heterodermia obscurata ingår i släktet Heterodermia och familjen Physciaceae.   Inga underarter finns listade i Catalogue of Life.

## Källor

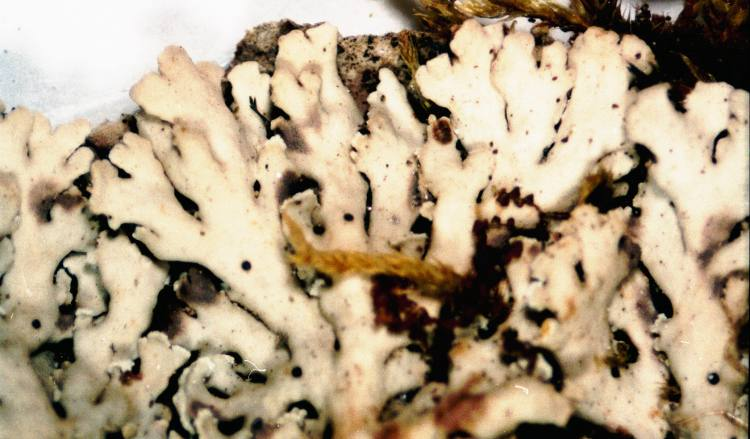
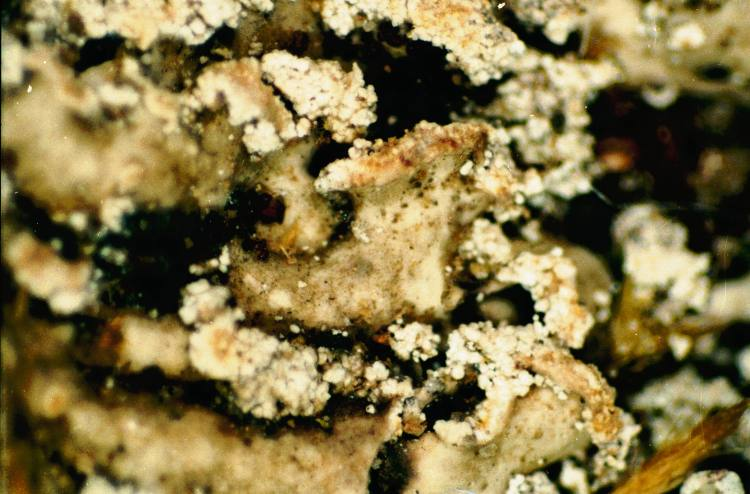
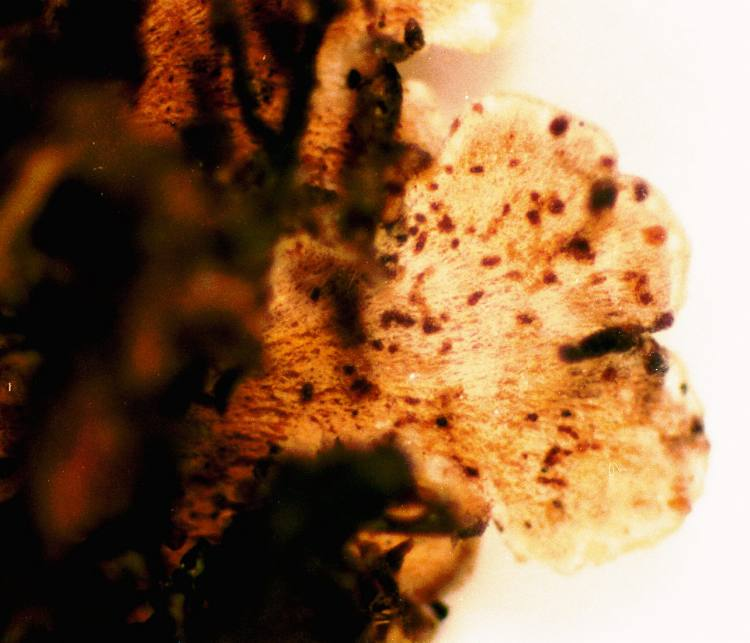
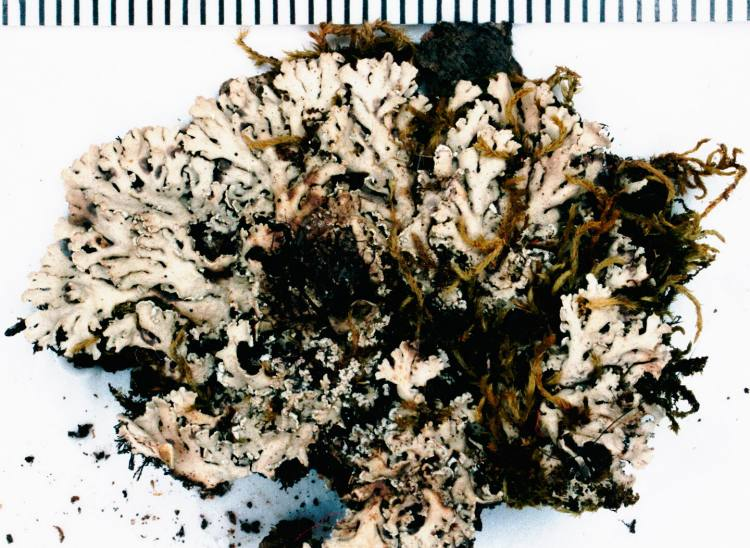